# Конвергенция (телекоммуникации)
Конвергенция телекоммуникационных сетей — объединение нескольких, бывших ранее раздельными, услуг в рамках одной услуги. 
Для профессионального языка связистов можно предложить такую трактовку термина — возникновение сходства в структуре сетей связи, в используемых ими аппаратно-программных средствах, также в совокупности услуг, предоставляемых абонентам.
Конвергентным телекоммуникационным оборудованием при этом может считаться оборудование способное подменить несколько ролей. В определенном смысле можно считать, что узкоспециализированное оборудование обладает низкой конвергентностью, а стандартное оборудование - высокой.

## Примеры
Triple Play — объединение телефонии, интернета, телевидения в одном кабельном интернет-подключении.
Fixed Mobile Convergence — объединение фиксированной и мобильной связи с общим планом короткой нумерации.

## см. также
- Мультисервисная сеть связи